# Fatehgarh

Fatehgarh (en hindi : फ़तेहगढ़) est une ville du district de Farrukhabad dans l'Uttar Pradesh en Inde.
Fatehgarh est le centre administratif du district de Farrukhabad.